# Amazon – Az őserdő foglyai
Az Amazon – Az őserdő foglyai (eredeti cím: Peter Benchley's Amazon) 1999 és 2000 között futott amerikai televíziós sorozat. A műsor alkotója Peter Benchley, a történet pedig egy az Amazonasban lezuhant repülőjárat 6 túlélőjére fókuszál. A főbb szereplők közt megtalálható C. Thomas Howell, Carol Alt, Chris William Martin, Fabiana Udenio és Tyler Hynes.
A sorozatot az Amerikai Egyesült Államokban szindikált sugárzásban adták 1999. szeptember 25. és 2000. május 20. között. Magyarországon az RTL Klub mutatta be 2001. február 18-án.

## Cselekmény
Egy repülőgép lezuhan az őserdőben, Rio de Janeiro környékén. Csak hatan élik túl a balesetet: Pia Clare, a híres opera-énekesnő; Karen Oldham, a légikísérő; Will, egy gyerek, aki a szüleihez utazott volna, Dr Kennedy, a szívsebész, Andrew Talbott, a középiskolai tanár és Jimmy Stack, aki egy játékon nyerte az utazást. Az őserdő mélyén egy törzset találnak, melynek tagjai egy háromszáz évvel ezelőtt szerencsétlenül járt hajó utasainak leszármazottai...

## Szereplők
| Szerep           | Színész           | Magyar hang          |
| ---------------- | ----------------- | -------------------- |
| Dr. Alex Kennedy | C. Thomas Howell  | Bozsó Péter          |
| Karen Oldham     | Carol Alt         | Spilák Klára         |
| Pia Claire       | Fabiana Udenio    | Orosz Helga          |
| Morag            | Margot Kidder     |                      |
| Mary             | Danielle Bouffard |                      |
| Jimmy Stack      | Chris Martin      | Csík Csaba Krisztián |
| Tamarra          | Megan Fahlenbock  |                      |
| Adam             | Kyle Fairlie      |                      |
| Will Bauer       | Tyler Hynes       | Simonyi Balázs       |
| Andrew Talbott   | Rob Stewart       | Rosta Sándor         |
| Solymász John    | Gabriel Hogan     | Sótonyi Gábor        |
| Balaam           | Joseph Scoren     | Megyeri János        |
| Sydney           | Philip Williams   | Várkonyi András      |
| Cole atya        | John Neville      | Makay Sándor         |
| Malakai          | Julian Richings   | Katona Zoltán        |
| Jacob            | Ker Wells         | Seder Gábor          |

## Epizódok
| Sor. | Év. | Cím                                            | Rendező        | Író                             | Premier                                |
| ---- | --- | ---------------------------------------------- | -------------- | ------------------------------- | -------------------------------------- |
| 1.   | 1.  | A zuhanás (Fallen Angels)                      | Jon Cassar     | Peter Benchley                  | 1999. szeptember 25. 2001. február 18. |
| 2.   | 2.  | Az első éjszaka (Nightfall)                    | Jon Cassar     | Malcolm MacRury, Paul Aitken    | 1999. október 2. 2001. február 25.     |
| 3.   | 3.  | Vissza a roncshoz (Suffer the Little Children) | Ron Oliver     | Malcolm MacRury                 | 1999. október 9. 2001. március 4.      |
| 4.   | 4.  | A bennszülöttek (Exodus)                       | Ron Oliver     | Paul Aitken                     | 1999. október 16. 2001. március 11.    |
| 5.   | 5.  | Az ígéret földje (The Chosen)                  | Jon Cassar     | Heather Conkie                  | 1999. október 23. 2001. március 18.    |
| 6.   | 6.  | A világ vége (The End of the World)            | Jon Cassar     | Heather Conkie, Malcolm MacRury | 1999. október 30. 2001. március 25.    |
| 7.   | 7.  | Elveszett szavak (The Lost Words)              | Terry Ingram   | Paul Aitken                     | 1999. november 6. 2001. április 1.     |
| 8.   | 8.  | A feltámadás (Resurrection)                    | Holly Dale     | Heather Conkie                  | 1999. november 13. 2001. április 8.    |
| 9.   | 9.  | A szent hely (The Blood Angel)                 | Terry Ingram   | Malcolm MacRury                 | 1999. november 20. 2001. április 15.   |
| 10.  | 10. | Háború (War)                                   | Milan Cheylov  | Paul Aitken                     | 1999. november 27. 2001. április 22.   |
| 11.  | 11. | Vigyázó szemek (Eyes in the Dark)              | John Bell      | Heather Conkie                  | 2000. január 22. 2001. április 29.     |
| 12.  | 12. | Az első kő (The First Stone)                   | n/a            | Alison Lea Bingeman             | 2000. január 29. 2001. május 6.        |
| 13.  | 13. | Hadsereg az alvilágból (The Devil's Army)      | John Bell      | n/a                             | 2000. február 5. 2001. május 13.       |
| 14.  | 14. | Párválasztás (The Finding)                     | n/a            | n/a                             | 2000. február 12. 2001. május 20.      |
| 15.  | 15. | A szökés (Escape)                              | Clay Borris    | Paul Aitken                     | 2000. február 19. 2001. május 27.      |
| 16.  | 16. | Az álom (Home)                                 | T.W. Peacocke  | Malcolm MacRury                 | 2000. február 26. 2001. június 3.      |
| 17.  | 17. | A halál szele (The Pale Horseman)              | Steven Luppino | n/a                             | 2000. április 15. 2001. június 10.     |
| 18.  | 18. | A fehér boszorkány (The White Witch)           | Steven Luppino | n/a                             | 2000. április 22. 2001. június 17.     |
| 19.  | 19. | Kannibálok (Circle of Fire)                    | T.W. Peacocke  | Heather Conkie                  | 2000. április 29. 2001. június 24.     |
| 20.  | 20. | A gyermektolvaj (Babel)                        | Ross Clyde     | n/a                             | 2000. május 6. 2001. július 1.         |
| 21.  | 21. | A vadon gyermeke (Wild Child)                  | Steven Luppino | n/a                             | 2000. május 13. 2001. július 8.        |
| 22.  | 22. | A repülő (A Bible and a Gun)                   | Ross Clyde     | n/a                             | 2000. május 20. 2001. július 15.       |

## A Losttal való hasonlóság
- A Lostban a repülőgép szerencsétlenség túlélői egy lakatlan szigetre kerülnek, itt pedig a dzsungel közepébe.
- A fő karakterek, és cselekménybeli fordulatok is hasonlítanak, mindkét sorozatban orvos a főszereplő (Jack Shephard és Dr. Alex Kennedy), egy kisfiú fontos szerepet kap (Walt Lloyd és Will Bauer), a „Többiek” és a „Kiválasztottak”.

## Fordítás
- Ez a szócikk részben vagy egészben  az   Amazon (1999 TV series) című angol Wikipédia-szócikk fordításán alapul.  Az eredeti cikk szerkesztőit annak laptörténete sorolja fel. Ez a jelzés csupán a megfogalmazás eredetét és a szerzői jogokat jelzi, nem szolgál a cikkben szereplő információk forrásmegjelöléseként.

## Külső hivatkozások
- Amazon – Az őserdő foglyai a PORT.hu-n (magyarul)
- Amazon – Az őserdő foglyai az Internet Movie Database-ben (angolul)
- Amazon – Az őserdő foglyai a Box Office Mojón (angolul)
- Sorozatjunkie